# Lunar Receiving Laboratory

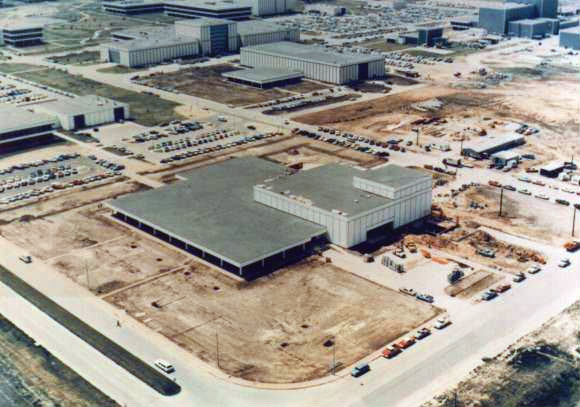
Il Lunar Receiving Laboratory poco dopo la sua costruzione.

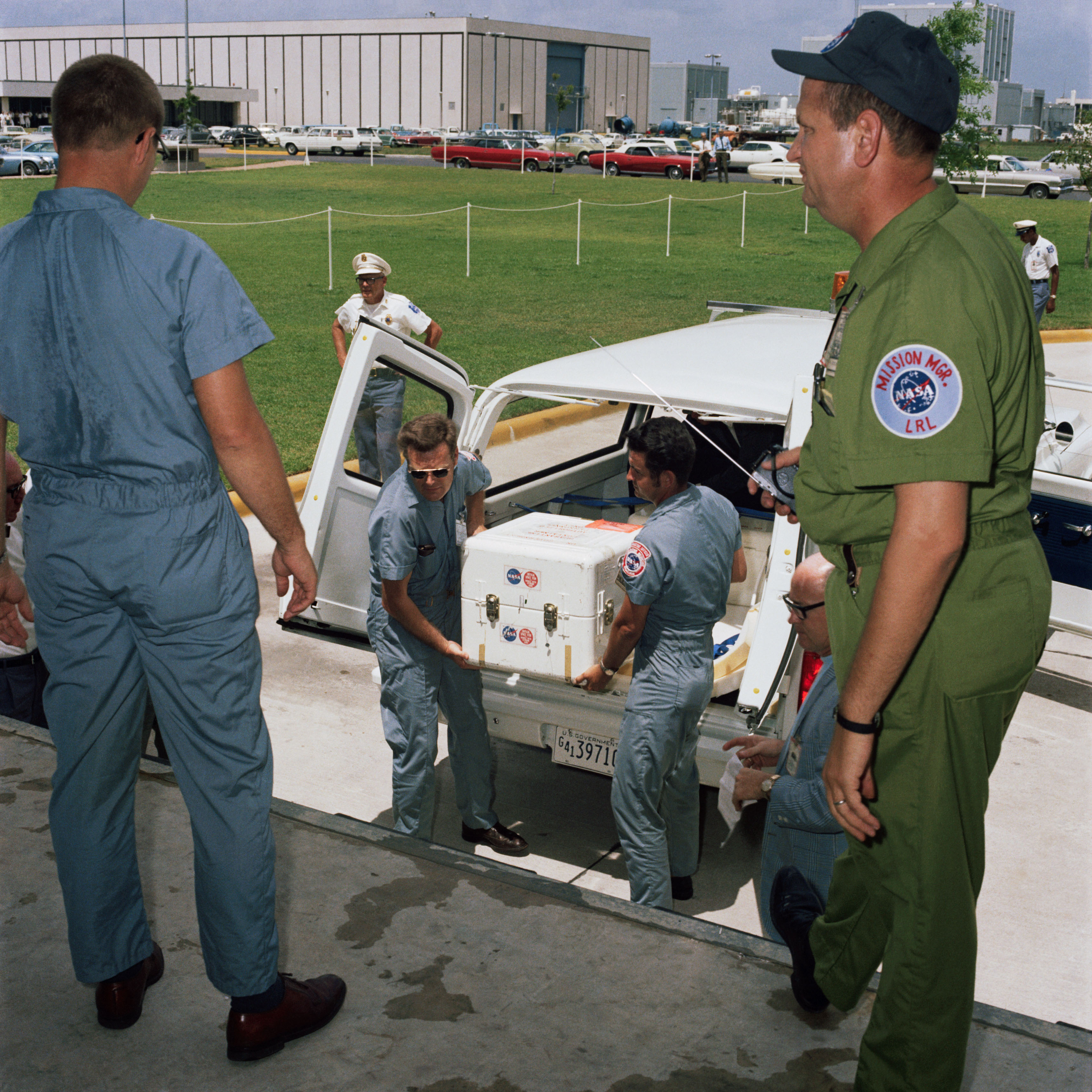
Il primo campione lunare di Apollo 11 arriva al LRL.

Il Lunar Receiving Laboratory (LRL) era una struttura della NASA situata al Lyndon B. Johnson Space Center (Edificio 37), che è stata utilizzata per la quarantena degli astronauti di ritorno dalla Luna e dei campioni lunari, per evitare possibili contaminazioni. Dopo il recupero in mare, gli equipaggi delle missioni Apollo 11, Apollo 12, Apollo 14 vennero portati in un furgone di isolamento verso il LRL. Anche i campioni di roccia e regolite venivano qui portati per essere analizzati.
A partire dalla missione Apollo 15 la pratica della quarantena andò in disuso, in quanto si era stabilito che non ci fosse il pericolo di trasporto di agenti patogeni dalla Luna alla Terra.